# Tambelangan (plaats)
Tambelangan is een bestuurslaag in het regentschap Sampang van de provincie Oost-Java, Indonesië. Tambelangan telt 3928 inwoners (volkstelling 2010).